# Botanique
«  Phytologie » redirige ici. Ne pas confondre avec Phycologie.
Pour les articles homonymes, voir Botanique (homonymie).
La botanique (du grec βοτανική / botanikê, féminin du mot βοτανικός / botanikós, « qui concerne les herbes, les plantes »), nommée auparavant phytologie (du grec φυτόν / phutón, « plante », et λόγος / lógos, « étude »), ou encore biologie végétale, est la science qui a pour objet l'étude des végétaux. Elle présente plusieurs facettes qui la rattachent aux autres sciences du vivant. La botanique générale recouvre la taxonomie (description des caractères diagnostiques et différentiels), la systématique (dénombrement et classification des taxons dans un certain ordre), la morphologie végétale (décrivant les organes ou parties des végétaux), l'histologie végétale, la physiologie végétale, la biogéographie végétale et la pathologie végétale. Certaines disciplines, comme la dendrologie, sont spécialisées sur un sous-ensemble des végétaux. La connaissance fine des végétaux trouve des applications dans les domaines de la pharmacologie, de la sélection et de l'amélioration des plantes cultivées, en agriculture, en horticulture, et en sylviculture.

## Étymologie
Le terme botanique vient du grec ancien βοτανική / botanikê, féminin du mot βοτανικός / botanikós, « qui concerne les herbes, les plantes », de βότανον / bótanon, « herbe, plante, fourrage » ou « plante fourragère ».

## Domaines d'étude

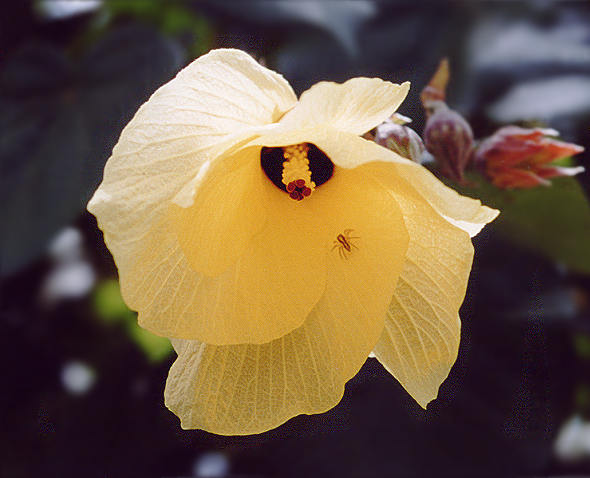
Hibiscus tiliaceus

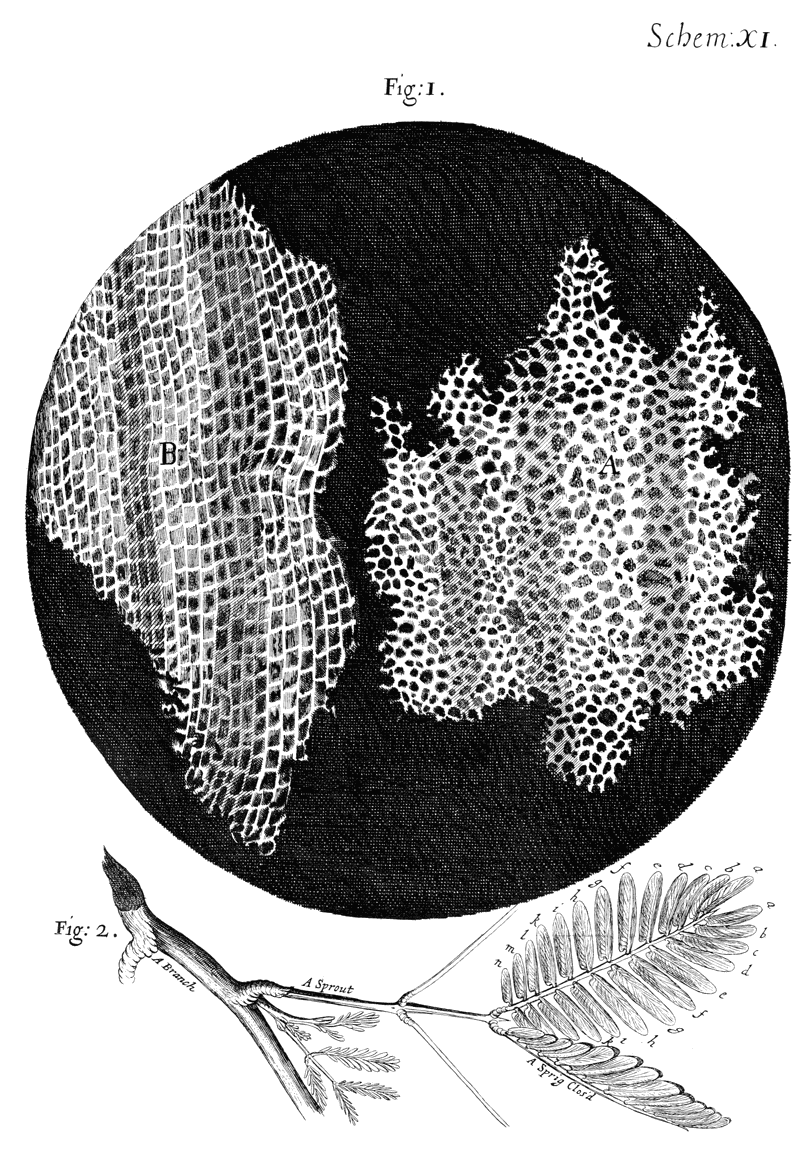
Dessin de « cellules » observées dans des coupes d'écorce d'arbre par Robert Hooke en 1665, à l'origine du nom cellula, du latin cella « petite chambre, alcôve ».

Comme les autres formes de vie, les végétaux peuvent être étudiés de différents points de vue, au niveau moléculaire, génétique et biochimique, organite, cellulaire, tissus ou organes, en considérant le végétal individuellement, à l'échelle d'une population ou d'une communauté végétales.
À chaque niveau, le botaniste s'applique à décrire les caractères diagnostiques et différentiels (taxinomie), que ce soit la structure externe (organes ou appareils) : morphologie végétale ou interne : anatomie, ou au fonctionnement (physiologie) de la plante concernée, et tâche de dénombrer et classifier les taxons dans un certain ordre hiérarchique (systématique), la morphologie végétale, l'histologie végétale, la physiologie végétale, la phytogéographie et la pathologie végétale. Certaines disciplines, comme la dendrologie, sont spécialisées sur un sous-ensemble des végétaux.
Historiquement, le domaine étudié par la botanique couvre l'ensemble des organismes qui étaient exclus du règne animal. Certains de ces organismes comme les champignons (étudiés par la mycologie), les bactéries et les virus (étudiés par la microbiologie) et les algues (étudiées par la phycologie) sont aussi étudiés par les botanistes.

## Applications
Les végétaux sont une part fondamentale de la vie sur Terre : ils génèrent l'oxygène, fournissent de la nourriture, des fibres, du carburant et des médicaments qui permettent aux autres formes de vie d'exister. Les végétaux absorbent également le dioxyde de carbone, un gaz à effet de serre, par la photosynthèse.
Par conséquent, une bonne compréhension des végétaux est cruciale pour le futur des sociétés humaines, car elle permet :
- de nourrir la planète,
- la compréhension des processus fondamentaux du Vivant,
- l'utilisation de substances et de matériaux,
- la compréhension des changements environnementaux.

### Nourrir la planète

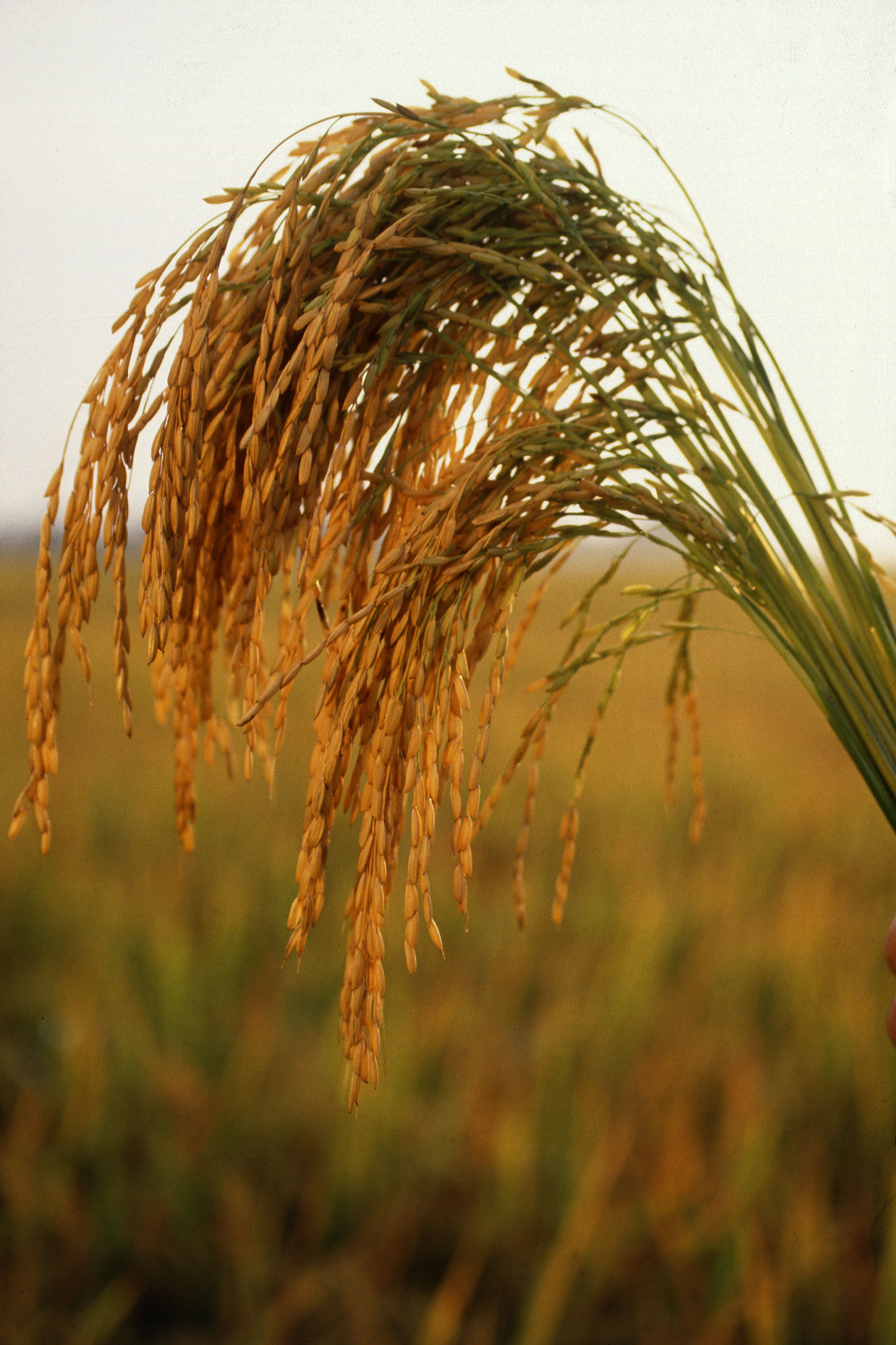
Presque toute la nourriture que mange l’homme est issue directement ou indirectement des plantes comme ici du riz long.

Presque toute la nourriture que nous consommons provient directement ou indirectement des végétaux, directement par les féculents, les fruits et les légumes ou indirectement à travers les animaux d'élevage qui se nourrissent de plantes fourragères. Les végétaux sont à la base de presque toute chaîne alimentaire et surtout à la base de la chaîne alimentaire dans laquelle nous sommes intégrés. Elles constituent ce que les écologistes appellent le premier niveau trophique. Comprendre comment les végétaux produisent la nourriture que nous mangeons est important pour être capable de nourrir la planète et garantir la sécurité alimentaire pour les générations futures, par exemple par l'amélioration des plantes ou la compréhension des pertes de rendement agricole (phytopathologie). Selon les prévisions de la FAO, les rendements devront augmenter de 70% pour nourrir la planète en 2050.
Les plantes ne sont pas toutes bénéfiques à l'homme ; les adventices posent par exemple des problèmes considérables en agriculture (compétition pour la captation des ressources, toxicité pour les récoltes alentour, etc.). La botanique fournit des connaissances cruciales pour comprendre comment réduire leurs impacts. L'ethnobotanique étudie ces questions, ainsi que les autres relations entre les plantes et l'homme.

### Comprendre les processus du vivant
Les végétaux sont des organismes qui peuvent être étudiés aisément pour comprendre les processus fondamentaux du vivant (tels que la division cellulaire, la synthèse protéique ou la reproduction), sans les dilemmes éthiques qui pourraient se présenter pour des études chez l'animal ou l'être humain. Les lois génétiques de l'hérédité ont été découvertes de cette façon par Gregor Mendel, en étudiant la forme des pois. Ce que Mendel apprit de cette étude dépassa de loin le domaine de la botanique. Par ailleurs, Barbara McClintock a découvert le 'gène sauteur' en étudiant le maïs. Ces quelques exemples montrent comment la recherche en botanique reste pertinente dans la compréhension des processus biologiques généraux.

### Substances et matériaux
Beaucoup de médicaments ou drogues proviennent du règne végétal. La cocaïne est extraite des plants de coca, la caféine des caféiers et la nicotine des tabacs. L'aspirine, dérivée de l'acide salicylique qui provient de l'écorce de saule, est un exemple parmi des centaines de médicaments directement issus du règne végétal. Des préparations en herboristerie sont largement utilisées en phytothérapie et de nombreux nouveaux médicaments, qui pourraient être fournis par les végétaux, attendent d'être découverts et redécouverts.
Les stimulants courants comme le café, le chocolat, le tabac et le thé proviennent aussi des plantes. La plupart des boissons alcoolisées sont issues de la fermentation de plantes telles que l'orge ou le raisin.
Les plantes nous fournissent beaucoup de substances naturelles, telles que le coton et le lin utilisés pour les vêtements, le bois utilisé pour la construction et d'innombrables meubles et objets,  les huiles végétales, le chanvre pour des  cordes et le caoutchouc. La production de la soie ne serait pas possible sans la culture du mûrier. Le colza, la canne à sucre et d'autres plantes sucrières sont utilisées comme sources de biocarburants, et offrent une alternative à l'utilisation des carburants fossiles.

### Comprendre les changements environnementaux
Les végétaux peuvent aussi nous aider à comprendre les changements dans notre environnement de plusieurs façons.
Par exemple, en analysant le pollen déposé par les plantes il y a des milliers d'années, nous pouvons reconstituer les climats anciens et envisager ceux du futur, ce qui représente une part importante de la recherche sur le changement climatique.

## Botanique dans l'art

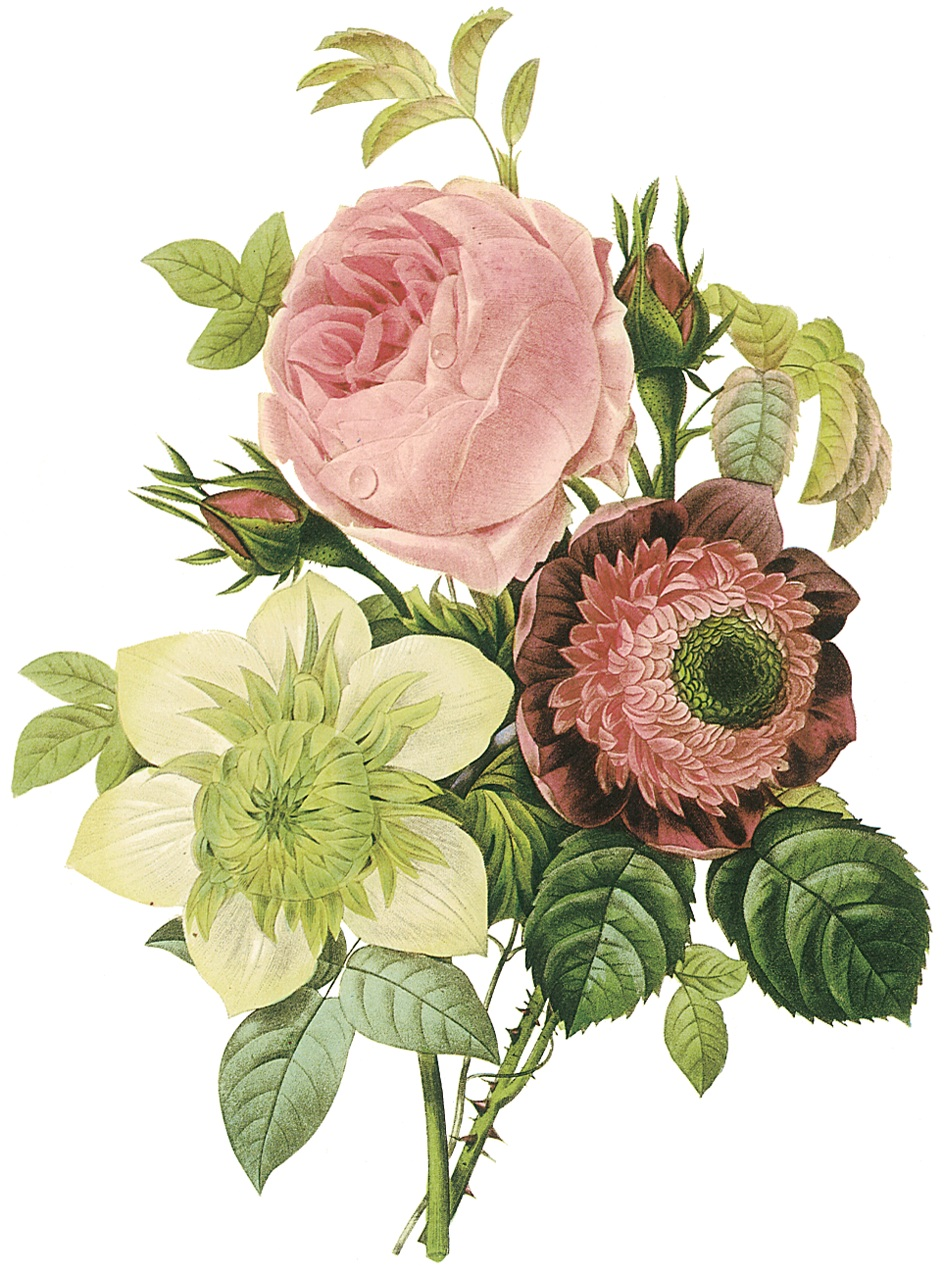
Rosier cent-feuilles (Rosa ×centifolia), anémone et clématite, illustration par Redouté, vers 1820.